# NGC 4497
NGC 4497 este o galaxie lenticulară situată în constelația Fecioara. A fost descoperită în 15 martie 1784 de către William Herschel. Se află la o distanță de 17 megaparseci de Pământ.